# ラ・ボルド病院
ラ・ボルド病院（Clinique de La Borde）は、フランスのロワール＝エ＝シェール県のクール・シュヴェルニーの町の近郊に1951年開院した精神病院である。この病院は、今日精神病院という意味で使用されている「asylum」という語がもともと意味していた、「安全な場所、避難所、聖域」となることを目指して設立された。今もなお診療中のラ・ボルドは「制度を使った精神療法」（制度的精神療法）の分野で、重要なモデルケースとなってきた。ここは病院の機能を動かしていく上で患者たちが自身のできることでそれに参加する自由を与えられているという革新的な精神病院である。

## 創立者
この病院は、ラカン派の精神分析医のジャン・ウリによって開設された。彼は第二次大戦末期、有名なサン・アルバン精神病院での実験的な精神療法で貴重な研鑽を積み、制度を使った精神療法の運動を更に前進させようと考えた。彼は、革新的な精神科医のポール・ヴァルヴェ（Paul Balvet）、リュシアン・ボナフェ（Lucien Bonnafé）、哲学者のジョルジュ・カンギレム、そして詩人のポール・エリュアールらから影響を受けた。

## 歴史
ウーリの病院での精神科の治療は、「患者」と「精神科医」の間の関係を捉え直すことを模索し続けてきた。アイディアはドイツの精神科医で作業療法による積極的精神療法を推奨したヘルマン・ジモン（Hermann Simon、1867年 - 1947年）から借用してきた。彼は出来上がったものを探し、その上で患者を入院させるのではなく、逆に患者が働き、自分の創造性を発揮できるような状況を生み出して、彼らに率先して参加し、責任を与えるようにしようとしたのである。フランソワ・トスケル、ポール・ヴァルヴェ、アンドレ・ショーラン、そしてリュシアン・ボナフェから、病院は精神科の療法の発展の手がかりを得てきた。なかでも「ケア、研究、そして形成」が、病院の全体的な歩みの中でひとつになっている。1950年代の半ばからフェリックス・ガタリが、ラ・ボルドの象徴的なイメージになってきた。彼は診療と病院組織に革命を起こし、ウーリと手を携えて統合失調の診療と理論において膨大な理論的著作執筆し、ラ・ボルドの診療の責任者として、また1972年には哲学者のジル・ドゥルーズと組んで、『アンチ・オイディプス』を執筆した。ラ・ボルドの数多くの特徴的なしきたりの中でも、毎年夏「境界例」の患者たちと病院スタッフが一緒に世界の古典的な作品の中から選んで演じるお芝居は、特筆すべきものである。ドキュメンタリ作家で、「ぼくの好きな先生」（Être et avoir、2002年製作）という記録映画で知られているニコラ・フィリベールが、ラ・ボルドでも記録映画を制作している。「すべての些細な事柄」（La Moindre des choses）というタイトルで1997年に公開された。これは、ヴィトルド・ゴンブローヴィッチの「オペレッタ」を患者とスタッフがお芝居として作っていく様子をカメラで追ったものである。ガタリは、このラ・ボルドで亡くなり、パリのペール・ラシェーズ墓地に埋葬された。享年62歳だった。

## 関連文献
- 多賀茂『医療環境を変えるー「制度を使った精神療法」の実践と思想』京都大学学術出版会　2008年
- 田村尚子『写真集　ソローニュの森』医学書院　2012年
- フェリックス・ガタリ『精神病院と社会のはざまで』水声社　2012年